# Dwie Diany
Dwie Diany (fr. Les deux Diane) – powieść historyczno-przygodowa Aleksandra Dumasa ojca, wydana pierwszy raz w 1846. Jej akcja rozgrywa się we Francji za czasów Henryka II. W odróżnieniu do wielu innych utworów Dumasa wszyscy główni bohaterowie dzieła są autentycznymi postaciami historycznymi, jednak ich perypetie opisane w utworze nigdy nie miały miejsca. 

## Treść
Osiemnastoletni Gabriel de Montgomery (postać historyczna, mimowolny zabójca Henryka II) dowiaduje się, że jego ukochana, młodsza od niego Diana, została wbrew swojej woli poślubiona staremu księciu de Castro. By zapomnieć, młodzieniec udaje się na wojnę, gdzie służy pod przybranym nazwiskiem wicehrabiego d'Exmès i wyróżnia się swoją odwagą. Zapomniawszy prawie o pierwszej miłości, nieoczekiwanie dowiaduje się, że owdowiała Diana, jak się okazuje uznana córka Henryka II i jego metresy Diany de Poitiers ma zostać małżonką Franciszka de Montmorency. Powraca do Paryża, gdzie wyróżniwszy się dodatkowo na turnieju, otrzymuje stanowisko dowódcy królewskiej gwardii. W ramach jego obowiązków jest także dozór nad więzieniami miejskimi; w czasie ich obchodu Gabriel spotyka w więzieniu Chatelet więźnia, któremu zabroniono mówić i który przetrzymywany jest w najcięższym lochu. Zaintrygowany jego historią, nie dowiaduje się jednak niczego o przyczynach tak surowej kary. Na dworze odnajduje Dianę i dowiaduje się, że kobieta nadal go kocha. Od swojej starej piastunki Alojzy Gabriel dowiaduje się jednak strasznej zagadki: w czasie, gdy Diana de Poitiers zaczynała romansować z królem, spotykała się również z Jakubem de Montgomery, ojcem Gabriela; tylko ona zatem wie, czy jej córka jest dzieckiem króla (który uznał ją oficjalnie), czy też kochanka, który następnie zniknął w tajemniczych okolicznościach na rozkaz Henryka II. Diana de Poitiers nie chce jednak powiedzieć mu prawdy, zaś zdezorientowany Gabriel, w obawie przed kazirodztwem, nie chce zawierać z nią bliższych niż tylko przyjacielskie stosunków. 
Poznawszy od Alojzy całą historię związku swojego ojca z Dianą de Poitiers oraz dzieje jego dramatycznego uwięzienia dokonanego z rozkazu króla i konetabla de Montmorency, Gabriel udaje się do Henryka II z prośbą o uwolnienie ojca. Oferuje w zamian chęć służby wojskowej i podjęcia się obrony miasta oblężonego przez Anglików, Saint-Quentin. Dokonuje w nim cudów waleczności, zmusza Anglików do odstąpienia, a następnie odnosi kolejne wspaniałe sukcesy militarne, przede wszystkim zdobywa Calais na czele zaimprowizowanego, złożonego z łotrzyków oddziału. Kilkakrotnie przypadkowo spotyka Dianę, jednak ciągłe wątpliwości nie pozwalają mu na romans z nią. Po powrocie do Paryża udaje się do króla po spodziewaną nagrodę. Za sprawą intrygi konetabla de Montmorency więzień zostaje jednak dzień wcześniej przeniesiony do celi, gdzie jego wyniszczony organizm nie jest w stanie przetrwać nawet jednego dnia i Gabriel może jedynie dokonać pogrzebu ojca. Obojętny na wszystko Gabriel w przypadkowym starciu na turnieju zadaje Henrykowi II śmiertelny cios kopią. Niepewny co do przyszłości, zastanawia się nad przejściem na stronę protestantów w rozpoczynających się wojnach religijnych. O prawdziwym pochodzeniu Diany dowiaduje się jednak dopiero wtedy, gdy kobieta, złamana życiem, zostaje zakonnicą. Wówczas Diana de Poitiers triumfalnie informuje Gabriela, że nie była to jego siostra i mogli być razem szczęśliwi. De Montgomery w ciągu następnych czternastu lat prowadzi prywatną wojnę z monarchią, aż do pojmania i egzekucji. 

## Tło historyczne
Akcja utworu rozgrywa się w XVI wieku, w czasie wojen religijnych i starć z Anglikami. Dumas wykorzystuje w powieści szereg autentycznych epizodów (tumult w Amboise, walki w Saint-Quentin, nadając im jednak fikcyjne tło. Gabriel de Montgomery był autentycznym uczestnikiem walk z Anglikami i nieumyślnym zabójcą Henryka II, jednak jego rozterki uczuciowe oraz dramat związany z ojcem to fikcja literacka. Nieprawdą jest również to, iż Diana de Castro zmarła, jako przeorysza benedyktynek, na rok przed śmiercią Gabriela, gdyż w rzeczywistości otrzymała ona dyspensę z klasztoru, by zrealizować pierwotne plany małżeństwa z Franciszkiem de Montmorency. Zmarła dopiero w 1619. Nieprawdziwy jest też opis śmierci następcy Henryka, Franciszka II, który w powieści zostaje otruty; prawdziwą przyczyną jego zgonu była choroba. Dumas stosuje również w powieści typowy dla swoich utworów środek - wprowadzenie szeregu wyrazistych postaci drugoplanowych, wzbogacających oparty na faktach historycznych główny wątek.